# Lysimachia foenum-graecum
Lysimachia foenum-graecum là một loài thực vật có hoa trong họ Anh thảo. Loài này được Hance mô tả khoa học đầu tiên năm 1877.